# Karel Franta
Karel Franta (* 1. Mai 1928 in Libčice nad Vltavou; † 19. Juli 2017 in Prag) war ein tschechischer Maler und Illustrator.

## Leben
Franta wurde 1928 in Libčice nad Vltavou geboren und studierte Grafikdesign in Prag. Er arbeitete mit bedeutenden Kinderbildmalern wie Jiří Trnka und Helena Zmatlíková zusammen. Seine Studien schloss er an der Akademie der Bildenden Künste Prag bei Miloslav Holý und Vladimír Sychra ab. Nach seinem Abschluss war er als Grafiker für Kinderzeitschriften tätig und illustrierte eine große Zahl von Kinderbüchern, darunter auch Der Löwe Leopold von Reiner Kunze und die Sammlung Deutsche Sagen aus Böhmen und Mähren. Franta interessierte sich sehr für Musik – viele seiner Bilder beinhalten musikalische Motive.
Für seine Arbeiten wurde ihm der United Nations UNICEF Grand Prix verliehen. Außerdem gehörte er der International Children’s Book Association an. Franta organisierte zahlreiche Einzel- und Gemeinschaftsausstellungen. Sein Motto war: „Ich könnte Böses nicht darstellen, und das gehört auch nicht in die Literatur für Kinder.“ Er starb nach langer Krankheit an einem Herzinfarkt im Kreis seiner Familie.